# دیمیتری میتروپولوس
دیمیتری میتروپولوس (یونانی: Δημήτρης Μητρόπουλος؛ ۱ مارس ۱۸۹۶ – ۲ نوامبر ۱۹۶۰) آهنگساز، رهبر ارکستر و نوازنده بی همتای پیانو معاصر که اهل یونان بود
دیمیتری میتروپولوس در ۱ مارس [سبک قدیمی: ۱۸ فوریه] ۱۸۹۶ در آتن، متولد شد.